# Meridiano (geodesia)
Meridiano geodésico é uma elipse imaginária sobre a superfície da Terra, passando pelos dois polos, cujos pontos têm a mesma longitude geodésica.
O termo geodésico, por exemplo em latitude ou longitude, se refere à modelagem da Terra através de um elipsoide de referência, ou seja, à aproximação do geoide através de um elipsoide de rotação.